# روغن‌ماهی قطبی
روغن‌ماهی قطبی (نام علمی: Boreogadus saida) نام یک گونه از تیره روغن‌ماهیان است.